# Ipomoea bakeri
Ipomoea bakeri är en vindeväxtart som beskrevs av James Britten. Ipomoea bakeri ingår i släktet praktvindor, och familjen vindeväxter. Inga underarter finns listade i Catalogue of Life.